# Maurice de Montmollin
Pour les articles homonymes, voir de Montmollin.
Maurice de Montmollin, né à Neuchâtel (Suisse) le 17 mars 1926 et mort le 1er août 2013 à Paris, est un professeur d'ergonomie et psychologue français[réf. nécessaire].

## Biographie
Après une première carrière au sein d'un cabinet de consultants en organisation du travail, il est, à partir de 1973, professeur d'ergonomie à l'Université. Il soutient en 1977 un doctorat d'État sous la direction de Gilbert Simondon.
Il consacre une grande partie de sa vie à l'étude de l'ergonomie,, des relations au travail et à la psychologie industrielle.

## Publications

### Ouvrages
- (1961), Nouvelles perspectives dans l'étude du travail, Paris, Dunod.
- (1965), L'enseignement programmé, Paris, Presses universitaires de France.
- (1967), Les systèmes homme-machine : Introduction à l’ergonomie, Paris, Presses universitaires de France.
- (1972), Les Psychopitres : Une autocritique de la psychologie industrielle, Paris, Presses universitaires de France[5].
- (1974), L’analyse du travail : Préalable à la formation, Paris, Armand Colin.
- (1981), Le taylorisme à visage humain, Paris, Presses universitaires de France[6].
- (Éd.) (1983), Communication et travail, Paris, Armand Colin.
- avec O. Pastré (dir.) (1984), Le taylorisme, Paris, La Découverte.
- (1984), L’intelligence de la tâche : Éléments d’ergonomie cognitive, Berne, Peter Lang.
- (1986), L’ergonomie, Paris, La Découverte.
- (1992), Sur le travail : Choix de textes (1967-1992), Toulouse, Octarès.
- (dir.) (1995), Vocabulaire de l'ergonomie, Toulouse, Octarès.
- (1997), Sur le travail : Choix de textes (1967-1997) (2e éd.), Toulouse, Octarès.
- (2001), Discours sur l'organisation du travail, Paris, L'Harmattan[7].

### Ouvrages collectifs
- Collectif (1981), Conflicts and contradictions : Work psychologists in Europe, Londres, Academic Press.
- collectif (1991), Modèles en analyse du travail, Liège, Mardaga.
- avec J. Leplat (dir.) (2001), Les compétences en ergonomie, Toulouse, Octarès.
- avec F. Darses (2006), L'ergonomie (4e éd.), Paris, La Découverte[8].
- avec J.-B. Grize (2008), Logique naturelle, analyse du travail, ergonomie : Dialogues entre deux vieux amis, Toulouse, Octarès.